# Черницкий, Адам Гаврилович
Адам Гаврилович Черницкий (1830—1871) — генерал-майор русской императорской армии.
В 1846 году окончил Михайловское артиллерийское училище и был оставлен при нём фейерверкером. В 1850 году он был произведён в прапорщики. 
В 1863 году переведён в лейб-гвардии конно-облегченную 2-ю Его Императорского Высочества генерал-фельдцейхмейстера батарею; в том же году он был произведён в полковники и назначен командиром этой батареи. В 1870 году Черницкий был назначен командующим Гвардейской конно-артиллерийской бригадой, а в 1871 году произведён в генерал-майоры. Умер 4 (16) апреля 1871 года.